# Katarzyna Trzeciak
Katarzyna Trzeciak (ur. 24 czerwca 1992 w Lublinie) – polska koszykarka występująca na pozycjach rozgrywającej lub rzucającej, absolwentka Międzynarodowego Liceum Ogólnokształcącego Paderewski w Lublinie.
30 maja 2017 została zawodniczką PGE MKK Siedlce. W czerwcu 2018 dołączyła do Energi Toruń.
14 czerwca 2019 podpisała umowę z Wisłą Can-Pack Kraków.
4 lipca 2020 zawarła umowę z ENEĄ AZS Poznań. 30 grudnia 2021 opuściła klub.
Od 1 stycznia 2022 została zawodniczką niemieckiego klubu TC Herner występującego w Bundeslidze.

## Osiągnięcia
Stan na 5 stycznia 2022, na podstawie, o ile nie zaznaczono inaczej.
Drużynowe
- Finalistka pucharu Polski (2019)[10]

- Zdobywca Pucharu Niemiec 2022

Indywidualne
- Liderka sezonu regularnego EBLK w średniej (3,67) i liczbie (88) fauli (2018)[11]

Reprezentacja
- Uczestniczka:
  - kwalifikacji do Eurobasketu (2017)
  - mistrzostw Europy U–18 (2010 – 11. miejsce)